# Universal Zulu Nation
Pour les articles homonymes, voir Zulu.
L'Universal Zulu Nation (UZN) est une organisation internationale « pour la prise de conscience hip-hop », créée et dirigée par le musicien américain Afrika Bambaataa jusqu'en 2016.

## Histoire
L'organisation est créée en 1973 aux États-Unis à New York, plus exactement dans un ghetto du sud du Bronx nommé Bronx River, par un jeune homme du nom de Afrika Bambaataa, ancien membre du gang des Black Spades (en) en français : « Piques noirs »,,.
À l'origine, l'Universal Zulu Nation s'appelait l'« Organization » et proposait une alternative pacifiste aux différents gangs violents qui contrôlaient la plupart des quartiers défavorisés de New York. En fait, l'Organization était, plus qu'une réalité concrète, un dénominateur commun sous lequel se réunissait une poignée d'individus refusant les intentions belliqueuses des gangs, leur préférant l'état d'esprit conciliant des soirées de musique et de danse organisées dans les rues du Bronx à cette époque.
En janvier 1975, un cousin d'Afrika Bambaataa, Soulski, est tué pendant une fusillade lors d'une intervention de la police dans une rixe entre les Black Spades et un autre gang. Cet événement marque l'aversion définitive d'Afrika Bambaataa pour les gangs et il quitte les Black Spades. Il décide alors, se rappelant un film intitulé Zulu, relatant les luttes héroïques d'une tribu sud-africaine contre les colons anglais, de concrétiser l'idée de l'Organization en la renommant « Zulu Nation », organisation désormais distincte réunissant de jeunes individus pacifiques dont les moyens d'expression sont la danse, le graffiti, le rap et le DJing. Chaque année depuis lors, l'Universal Zulu Nation célèbre son anniversaire en organisant à New York une soirée dédiée à James Brown et à Sly Stone.
En 2016, accusé d'abus sexuel sur mineur, Bambaataa est poussé à démissionner.

## Caractéristiques
L'Universal Zulu Nation est une organisation d'individus à la recherche de paix, de sagesse, de compréhension et de bon comportement dans la vie. Elle est créée au début des années 1970 à New York par DJ Afrika Bambaataa, et donne naissance à la culture appelée hip-hop. Cette organisation est composée de dizaines de chapitres indépendants, actifs dans la plupart des pays industrialisés (États-Unis, Belgique, Allemagne, Japon, …), dont les activités varient en fonction des priorités et des besoins locaux : organisation de parties, bénévolat dans des actions sociales, promotion de la culture hip-hop, etc.. Elle est fondée sur le respect de codes moraux qui constituent la base de la philosophie de la culture hip-hop.
L'Universal Zulu Nation n'est ni une secte, ni un club dont il faut être membre, ni une élite à l'intérieur de la culture hip-hop, ni une entreprise à but lucratif, ni un groupe de musique ou de danse. Un Zulu est une personne épousant les idéaux de la culture hip-hop, dont un des principaux est la canalisation de la violence par l'exercice d'arts tels que la danse, la musique et la peinture. Un Zulu n'est ni un non-fumeur, ni un anti-alcool, ni une personne plus ou moins vertueuse que la moyenne des gens.

## Influences en Europe
En Allemagne, Afrika Bambaataa décerne le titre de « Zulu King » de son pays au rappeur Torch en 1985, alors que celui-ci n'avait que quatorze ans[réf. nécessaire].
En France, le DJ Dee Nasty qui est le « Grand Master » de Zulu Nation France, demande à Afrika Bambaataa de lui dédicacer son album Planet Rock, ce dernier orthographie le nom du DJ « Dee Nasty » à la place de « D. Nasty » ; le Français décide alors de garder cette orthographe en hommage à Bambaataa[réf. nécessaire].

### France
Le mouvement Zulu arrive en France au début des années 1980 avec Afrika Bambaataa lui-même. La Zulu Nation s'installe alors dans les banlieues parisiennes. Depuis 1987, les liens de la Zulu Nation avec la communauté française hip-hop décroissent. Depuis la tournée d'Afrika Bambaataa en France en 2008 et une réunion de la Zulu Nation à Paris, d'autres mouvements de l'Universal Zulu Nation ont émergé dans plusieurs autres villes de France. Selon Véronique Henelon, « le rap français a spécifiquement été une expression multidimensionnelle des liens avec l'Afrique ».
La première émission de télévision hip-hop apparaît en France, en 1984. Elle s'appelle H.I.P. H.O.P. et est diffusée par la chaîne TF1 pendant cette période.

### Suisse
L'Universal Zulu Nation Switzerland est le chapitre suisse de l'Universal Zulu Nation, elle est organisée en association de Zulus qui poursuit le but de promouvoir et de préserver la culture hip-hop par le biais de diverses activités telles que l'organisation de journées d'initiation et d'information, de débats ou encore de soirées. Ses membres sont des Dj ‘s, des b-boys, des graffiti artists et des Mc's désireux d'œuvrer pour la reconnaissance de la culture hip-hop.
L'Universal Zulu Nation Switzerland est divisée en deux associations : l'Universal Zulu Nation Switzerland Romandie et l'Universal Zulu Nation Switzerland Deutsch Schweiz. L'Universal Zulu Nation Switzerland Romandie (UZNSR) représente le chapitre suisse romand de l'Universal Zulu Nation Switzerland, il est présidé par Canton de Genève et compte une quinzaine de membres actifs. L'Universal Zulu Nation Switzerland Deutsch Schweiz (UZNDS) représente le chapitre suisse allemand de l'Universal Zulu Nation Switzerland, il est présidé par Crazy (CFC) de Lucerne et compte une dizaine de membres actifs.